# Atlas lingüístico ETLEN
El atlas ETLEN (Estudiu de la transición llingüística na zona Eo-Navia, Asturies), publicado en 2017 en idioma asturiano, es un completo estudio de geografía lingüística de la zona Eo-Navia, que corresponde a la frontera dialectal entre los dominios galaicoportugués (gallego) y asturleonés (asturiano) en el extremo occidental del Principado de Asturias. Se trata de la zona del llamado gallego-asturiano, eonaviego o gallego de Asturias.
El atlas ETLEN es fruto de un proyecto de investigación de campo realizado, en diversas fases, entre el año 2000 y 2014, por un equipo de la Universidad de Oviedo formado por Ramón d'Andrés Díaz (director), Fernando Álvarez-Balbuena García, Xosé Miguel Suárez Fernández y Miguel Rodríguez Monteavaro, además de otros colaboradores. El objetivo es obtener un avance relevante en el conocimiento del haz de isoglosas que conforman la frontera lingüística entre el galaicoportugués y el asturleonés en dicha zona de Asturias.

## Puntos de encuesta
Se encuestaron 40 localidades de la zona, incluyendo algunas de la limítrofe provincia de Lugo. Las localidades son las siguientes, indicando entre paréntesis el concejo al que pertenecen:
- Localidades de Asturias, zona eonaviega: Armal (Bual), Bárzana (Navia), Berbegueira (Villayón), Bustapena (Vilanova d’Ozcos), Castro (Grandas), O Chao (San Tiso), Corondeño (Ayande), Fandovila (Ibias), A Garda (Taramunde), Labiaróu (Samartín d’Ozcos), Mántaras (Tapia), El Monte (Navia), Navedo (Eilao), Os Niseiros (Castropol), Oneta (Villayón), El Pato (Eilao), Pezós (Pezós), Poxos (Villayón), El Rebollu (Ayande), San Salvador (Ayande), San Xuyán (El Franco), Teixeira (Santalla d’Ozcos), Valdeferreiros (Ibias), El Valín (Castropol), El Vau (Ibias), Vilamayor (Ibias), A Vilapena (Trabada), Vivedro (Cuaña) y Zreixido (A Veiga).

- Localidades de Asturias de habla asturiana occidental: Buḷḷacente (Tinéu), Ḷḷandelfornu (Villayón), Monesteriu (Cangas del Narcea), Prada (Ayande), El Reboḷḷal (Degaña) y Riumayor (Valdés).

- Localidades limítrofes de la provincia de Lugo, de habla gallega oriental: Murias do Camín (Navia de Suarna), Negueira (Negueira), Neipín (A Pontenova), O Pando (A Fonsagrada) y O Rato (Ribadeo).

## Cuestionario
El cuestionario lingüístico lo constituyeron 368 fenómenos contrastivos entre el galaicoportugués y el asturleonés, divididos a su vez en 3 bloques: un bloque de 111 fenómenos fonético-fonológicos; otro de 162 de fenómenos de morfosintaxis nominal; y un último bloque de 95 fenómenos de morfosintaxis verbal. Puesto que cada fenómeno se ilustró con varios ítems (ejemplos, palabras o expresiones concretas), se obtuvieron 531 respuestas lingüísticas en cada localidad.

## Secciones del atlas
El atlas ETLEN consta de 3 secciones que representan tres maneras de enfocar el estudio lingüístico de la zona:
(1) Sección dialectográfica: se muestran los datos lingüísticos en una colección de 531 mapas dialectales, formando un atlas lingüístico de corte clásico.
(2) Sección horiométrica: se aplica una metodología estadística creada expresamente por el equipo investigador (la horiometría) para la medición de la frontera lingüística. Cada rasgo diferencial detectado en cada localidad, tiene cuatro adscripciones geolectales de acuerdo con su distribución geográfica a nivel de dominio lingüístico: rasgos "occidentales" (galaicoportugueses); rasgos "orientales" (asturleoneses); rasgos "axiales" (exclusivos de la zona de frontera, no adscribibles a los anteriores espacios geolectales); y rasgos "comunes" a todos los espacios geolectales.
(3) Sección dialectométrica: se someten los datos lingüísticos a los diversos análisis proporcionados por la dialectometría, metodología basada en el análisis matemático-estadístico de las semejanzas y diferencias lingüísticas entre las hablas de todas las localidades estudiadas. El atlas ETLEN sigue los procedimientos de la Escuela Dialectométrica de Salzburgo, dirigida por el romanista austríaco Hans Goebl.
Cada sección viene precedida de amplias introducciones sobre el estado de los conocimientos lingüísticos de la zona, sobre la horiometría y sobre la dialectometría como técnicas de estudio dialectológico.

## Número de mapas
El atlas ETLEN está formado por un total de 643 mapas, de los cuales 531 (el 83%) son dialectográficos, 35 son horiométricos y 77 son dialectométricos. (En la imagen un mapa dialectométrico del atlas ETLEN).

## Resultados
El atlas ETLEN ofrece un completo estudio geolingüístico de la zona Eo-Navia, que corresponde al llamado gallego-asturiano, eonaviego o gallego de Asturias. Se trata de un conjunto de hablas tradicionalmente clasificadas dentro del dominio gallegoportugués, si bien con un número apreciable de rasgos que las acercan al asturleonés, pudiendo tipificarse como hablas gallegas de transición al asturiano. Sus 531 mapas dialectográficos constituyen una fuente considerable de datos lingüísticos, muchos de ellos escasamente conocidos.
Desde el punto de vista del análisis horiométrico, las hablas eonaviegas resultan caracterizadas por la presencia mayoritaria de rasgos de tipo occidental ("grosso modo" galaicoportugués). Por esta razón, la horiometría del ETLEN viene a confirmar la tipificación ya conocida desde la dialectología tradicional, aunque aportando muchos detalles acerca de cómo se configura cuantitativamente la transición entre los dos dominios lingüísticos.
Desde el punto de vista de la dialectometría, los diversos análisis revelan, entre otros hechos: la existencia de áreas geolectales de similitud en dirección norte-sur; la existencia de ciertos nudos dialectales o acumulación de similitudes en ciertas zonas del territorio estudiado; la configuración típica de una zona de frontera lingüística; los tramos de mayor nitidez de la frontera lingüística (tramo meridional) frente a su carácter más difuso (tramo septentrional con mayor apertura del haz de isoglosas). En el análisis aglomerativo o de clústers, se revela una partición binaria que divide una zona oriental de otra occidental que prácticamente coincide con la frontera lingüística ya conocida por los estudios dialectológicos tradicionales.